# ECCコンピュータ専門学校
ECCコンピュータ専門学校は、1997年に設立された学校法人山口学園が運営する大阪府大阪市北区にある専修学校。

## 概要
CGやゲームなどのIT関係に就職するための専修学校。ECCグループの学校でECC国際外語専門学校とECCアーティスト専門学校があり、英会話の授業で1年に4回「EIP」という外国人講師との授業がECC国際外語専門学校の校舎6階で行われる。

## 沿革
- 1986年 ECCコンピュータ学院・大阪校を設立。
- 1997年4月 ECCコンピュータ学院・大阪校から名称を変更し、学校法人山口学園ECCコンピュータ専門学校を開校。
- 2005年 第3校舎完成・校舎を現在の場所（大阪市北区中崎町）に移転・完成
- 2016年3月 1号館の入り口の壁と教室を整備。
- 2016年4月 ゲームカレッジとクリエイターカレッジが合併し、ゲーム・クリエイティブカレッジに改称。

## 学科
分野別にゲーム・クリエイティブカレッジ、ITカレッジ、デザインカレッジの3種類となっている。夜間制は1990年代後半から2000年代前半の間に終了した。また、2016年度からゲームカレッジとクリエイターカレッジが合併し、ゲーム・クリエイティブカレッジという名称になり、新たにデザインカレッジが開設された。
| カレッジ名             | 学年 | 年制  | 学科                 | コース名                 | 専攻                     | 備考                                                 |
| ---------------------- | ---- | ----- | -------------------- | ------------------------ | ------------------------ | ---------------------------------------------------- |
| ゲーム・クリエイティブ | 1～4 | 4年制 | 高度情報処理研究     | ゲーム開発エキスパート   | ゲームプログラム（後期） |                                                      |
| ゲーム・クリエイティブ | 1～4 | 4年制 | 高度情報処理研究     | ゲーム開発エキスパート   | ゲームCG（後期）         | 2016年度にゲームデザイン専攻から改名された。         |
| ゲーム・クリエイティブ | 1～4 | 4年制 | 高度情報処理研究     | ゲーム開発エキスパート   | ゲーム企画（後期）       |                                                      |
| ゲーム・クリエイティブ | 1～3 | 3年制 | マルチメディア研究   | ゲームプログラム開発     |                          | 2014年度にゲーム開発プログラムコースから改名された。 |
| ゲーム・クリエイティブ | 1～3 | 3年制 | マルチメディア研究   | CGデザイン               | 3DGC                     |                                                      |
| ゲーム・クリエイティブ | 1～3 | 3年制 | マルチメディア研究   | CGデザイン               | ゲームキャラクター       |                                                      |
| ゲーム・クリエイティブ | 1～3 | 3年制 | マルチメディア研究   | CGデザイン               | アニメ・イラスト         |                                                      |
| ゲーム・クリエイティブ | 1～3 | 3年制 | マルチメディア研究   | ゲーム企画開発           |                          |                                                      |
| ゲーム・クリエイティブ | 1～2 | 2年制 | デジタルクリエイター | ゲームプログラムマスター |                          | 2015年度にゲームプログラムコースから改名された       |
| ゲーム・クリエイティブ | 1～2 | 2年制 | デジタルクリエイター | ゲームCGマスター         |                          | 2015年度にゲームCGコースから改名された               |
| ゲーム・クリエイティブ | 1～3 | 3年制 | マルチメディア研究   | 3DCGデザイン             |                          |                                                      |
| ゲーム・クリエイティブ | 1～3 | 3年制 | マルチメディア研究   | ゲームCG開発             |                          |                                                      |
| ゲーム・クリエイティブ | 1～2 | 2年制 | デジタルクリエイター | アニメーション           |                          |                                                      |
| IT                     | 1～4 | 4年制 | 高度情報処理研究     | IT開発エキスパート       | システムエンジニア       |                                                      |
| IT                     | 1～4 | 4年制 | 高度情報処理研究     | IT開発エキスパート       | ネットワークエンジニア   |                                                      |
| IT                     | 1～4 | 4年制 | 高度情報処理研究     | 国際ITエキスパート       |                          |                                                      |
| IT                     | 1～3 | 3年制 | マルチメディア研究   | IT開発研究               | システムエンジニア       |                                                      |
| IT                     | 1～3 | 3年制 | マルチメディア研究   | IT開発研究               | ネットワークエンジニア   |                                                      |
| IT                     | 1～2 | 2年制 | マルチメディア       | システムエンジニア       |                          |                                                      |
| IT                     | 1    | 2年制 | 経営工               | ITビジネスサポート       |                          |                                                      |
| IT                     | 2～3 | 3年制 | マルチメディア研究   | IT開発研究               | Webエンジニア            | 2016年度に廃止された。                               |
| IT                     | 2    | 2年制 | 経営工               | 情報ビジネス             |                          |                                                      |
| デザイン               | 1～3 | 3年制 | マルチメディア研究   | Webデザイン              | Webデザイナー            |                                                      |
| デザイン               | 1～3 | 3年制 | マルチメディア研究   | Webデザイン              | Webエンジニア            |                                                      |
| デザイン               | 1～3 | 3年制 | マルチメディア研究   | グラフィックデザイン     |                          |                                                      |

## 主な行事
4月
- 入学式
- 新入生ハイキング - 雨天の場合は中止となり、一日中休みになる。

6月
- E3見学ツアー（2年生以上が対象）
- スポーツ大会

9月
- 東京ゲームショウ出展・見学
- 夏期集中講座（略称：SIC）
- 後期授業開始

10月
- クラス交流会（旧名称：カレッジハイキング） - 年によっては11月になる場合がある。
- ハロウィンパーティー

12月
- 地球祭-ECCアーティスト専門学校とECC国際外語専門学校と合同で行われる文化祭。

2月
- 春期集中講座（略称：SPIC） - 卒業年次の学年は参加しない決まりになっている。
- 進級・卒業制作発表会
- ECC EXPO（2016年にECCスタジアムから改称） - 学内で行われる制作表会。

3月
- 卒業式

## 所在地
- 〒530-0015 大阪市北区中崎西2-3-35

最寄り駅は、阪急大阪梅田駅（徒歩8分）、阪神大阪梅田駅、JR大阪駅、Osaka Metro谷町線中崎町駅